# Indicatifs régionaux 419 et 567

Carte de l'État de l'Ohio avec les territoires de ses indicatifs régionaux. Les indicatifs régionaux 419 et 567 sont au nord-ouest de l'État.

Les indicatifs régionaux 419 et 567 sont des indicatifs téléphoniques régionaux qui desservent une partie du nord-ouest de l'État de l'Ohio aux États-Unis.
La carte ci-contre indique le territoire couvert par les indicatifs 419 et 567 au nord-ouest de l'État.
Les indicatifs régionaux 419 et 567 font partie du Plan de numérotation nord-américain.

## Principales villes desservies par l'indicatif
- Toledo et ses banlieues :
  - Holland
  - Maumee
  - Northwood
  - Oregon
  - Ottawa Hills
  - Perrysburg
  - Rossford
  - Sylvania
  - Swanton
  - Waterville
  - Whitehouse

- Ada
- Ashland
- Bellevue
- Bluffton
- Bowling Green
- Bryan
- Bucyrus
- Celina
- Clyde
- Crestline
- Defiance
- Delphos
- Edison
- Erastus
- Findlay
- Fostoria
- Fremont
- Galion
- Kenton
- Lima
- Mansfield
- Mount Gilead
- Napoleon
- Norwalk
- Oak Harbor
- Port Clinton
- Sandusky
- Shelby
- St. Marys
- Tiffin
- Upper Sandusky
- Van Wert
- Wapakoneta
- Wauseon
- Willard

## Source
- (en) Cet article est partiellement ou en totalité issu de l’article de Wikipédia en anglais intitulé « Area codes 419 eand 567 » (voir la liste des auteurs).